# Mostič, Kotmara vas
Mostič (nemško Mostitz) je naselje v Občini Kotmara vas v Okraju Celovec-dežela na Koroškem v Avstriji.